# تاهوما
تاهوما (به انگلیسی: Tahoma) یک تایپ‌فیس انسان‌گرای سنزسریف طراحی‌شده توسط متیو کارتر برای شرکت مایکروسافت است. توزیع اولیهٔ آن در سال ۱۹۹۴ در کنار وردانا برای ویندوز ۹۵ بود.